# Nasinu River
Nasinu River är ett vattendrag i Fiji.   Det ligger i divisionen Centrala divisionen, i den östra delen av landet, 9 km nordost om huvudstaden Suva. Nasinu River ligger på ön Viti Levu.